# Jean de Bourbon (Cluny)
Jean de Bourbon, richtiger: Jean Bâtard de Bourbon (* vor 1434; † 2. Dezember 1485 im Kloster Rembert-en-Forez) war Abt von Cluny von 1456 bis 1480. Er war ein unehelicher Sohn von Herzog Jean I. von Bourbon; der Name seiner Mutter ist nicht überliefert.
1439 wurde er Abt von Saint-André-lez-Avignon, 1443 Bischof von Le Puy-en-Velay und 1446 Administrator des Erzbistums Lyon. 1456 erhielt er den Titel eines Grafen von Velay, im gleichen Jahr wurde er Abt von Cluny. In diesem Amt versuchte er, Cluny in die Reformbewegung einzubeziehen, die sich in der zweiten Hälfte des 15. Jahrhunderts zu entwickeln begann, und dadurch die Einhaltung der Regeln im Kloster sicherzustellen. Starker Widerstand beschränkte seinen Erfolg auf Burgund und die Franche-Comté. Als Abt trat er 1480 zurück.
Jean de Bourbon ist Erbauer der Chapelle de Bourbon in Cluny und Gründer des Hôtels de Cluny in Paris. Er wurde in der Abtei von Cluny beerdigt.